# Никольская часовня (Уфа)
Никольская часовня — уничтоженная православная часовня во имя святого Николая Чудотворца на Никольской площади города Уфы, над спуском Трактовой улицы возле Ново-Нижегородской слободы.
Служила местом встречи святынь Уфимской губернии — Богородско-Уфимской иконы Божией Матери из Богородско-Уфимского храма, Бугабашской иконы Божией Матери из Богородицкого Одигитриевского чувашского монастыря и Берёзовской иконы святителя Николая Чудотворца из Камско-Берёзовского Богородицкого монастыря.
В честь часовни была названа Никольская улица (ныне — улица Мажита Гафури).

## Описание
Кирпичная одноглавая часовня в формах эклектики.

## История
Построена в XIX веке в западной части Никольской площади для проведения молебнов во время крестного хода с Берёзовской иконой святителя Николая Чудотворца.
Разобрана 19 января 1925 года по решению Уфимского горсовета в рамках антирелигиозной кампании.